# Nawruzis
Els nawruzis foren un tribu mongola establerta a l'Iran, a la regió del Kirman, al segle xiii.
Sempre es van mostrar lleials i pacífics amb les dinasties locals de Kirman (kutlughkhànides i Muzaffàrides). Vers el 1350 fou una de les tribus que van oferir submissió i que van veure garantida la seva seguretat per Mubariz al-Din Muhàmmad, tot i que no havien estat implicats abans en revoltes. Després del segle xiv desapareixen de les fonts.